# Pont-Réan
Pour les articles homonymes, voir Pont (toponyme).
Cet article possède un paronyme, voir Pont-Péan.
Pont-Réan est un village français, situé sur les communes de Bruz et de Guichen, dans le département d'Ille-et-Vilaine et la région Bretagne.

## Géographie

### Situation
Pont-Réan est situé au bord de la Vilaine, à mi-distance entre Guichen (3,9 km) et Bruz (4,5 km).
Le village est desservi en car par la ligne 10 du réseau BreizhGo, qui relie la gare de Rennes à Pipriac. La ligne 63 du service des transports en commun de l'agglomération rennaise (STAR), qui relie Rennes à Pont-Réan (côté Bruz), désigne la portion de la ligne 10 ouverte à la tarification STAR.

### Cadre géologique

Carte géologique du Massif armoricain.

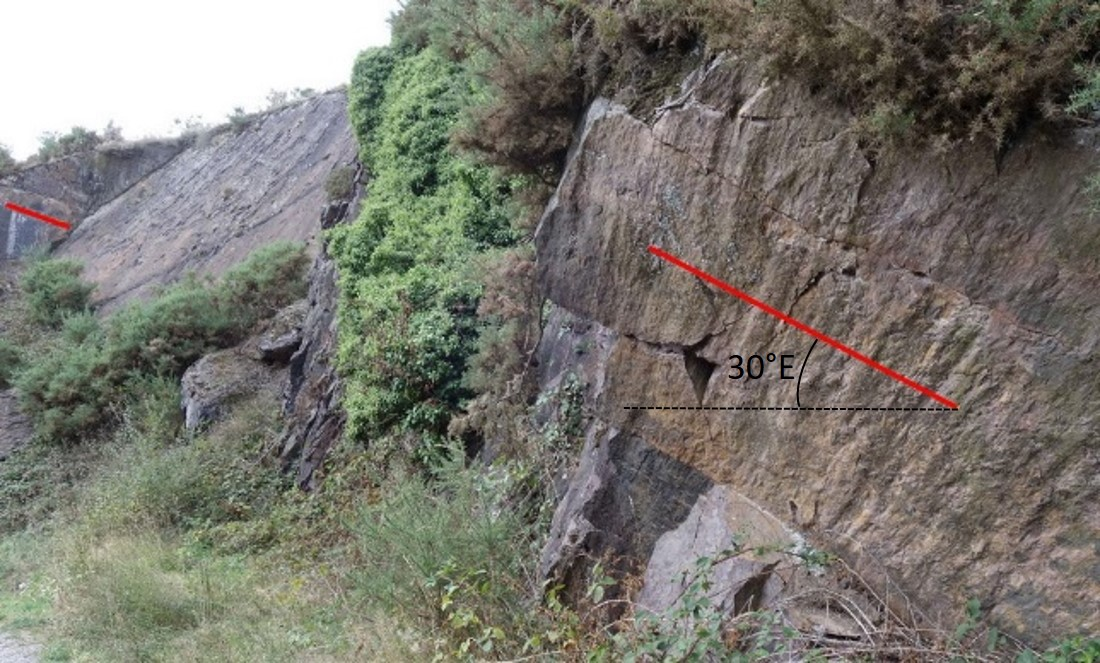
La carrière de Sainte-Apolline près de Campénéac montre un affleurement de dalles pourprées.

La région de Pont-Réan est localisée dans le domaine centre armoricain, dans la partie médiane du Massif armoricain qui est un socle ouest-européen de faible altitude (maximum 400 m), caractérisé par des surfaces d'aplanissement et qui résulte d'une histoire complexe composée de trois orogenèses : icartienne (Paléoprotérozoïque,ca. 2,2-1,8 Ga), cadomienne (Édiacarien 750-540 Ma) et surtout varisque (ou hercynienne, au Dévonien-Carbonifère, 420-300 Ma). La structure du Massif armoricain résulte de la superposition de l'héritage de ces deux derniers orogènes.
Pont-Réan est situé dans un vaste bassin sédimentaire constitué de sédiments détritiques essentiellement silto-gréseux issus de l'érosion de la chaîne cadomienne et accumulés sur plus de 15 000 m d'épaisseur, socle sur lequel reposent en discordance des formations paléozoïques sédimentaires. La région fait partie d’une grande unité sédimentaire dans le centre sud-oriental de la Bretagne, qui a été déformée par des plissements au Paléozoïque, le synclinorium de Martigné-Ferchaud (« synclinaux du sud de Rennes »). Dans cette unité synclinoriale du Sud de Rennes proprement dite, à structure appalachienne, la sédimentation paléozoïque débute par la mise en place de matériel détritique de couleur rouge, la formation ordovicienne de Pont-Réan, caractérisée par cinq faciès : le faciès basal de type Montfort (conglomératique, connu sous le nom de Poudingue de Montfort), le faciès de type Courrouët (gréseux, plus ou moins synchrone ou superposé au précédent), le faciès de type Le Boël (à siltstones schistosés, diversement dénommé dans la littérature sous les termes de « Schistes de Pont-Réan », « Schistes pourprés », « Schistes lie-de-vin », « Dalles pourprées », « Schistes et poudingues de Montfort », « Schistes de Margat »), le faciès de type Pomméniac (terme rythmique de passage progressif au Grès armoricain) , le faciès de type Réminiac (constitué de volcanoclastites et laves acides).

### Les risques d'inondation

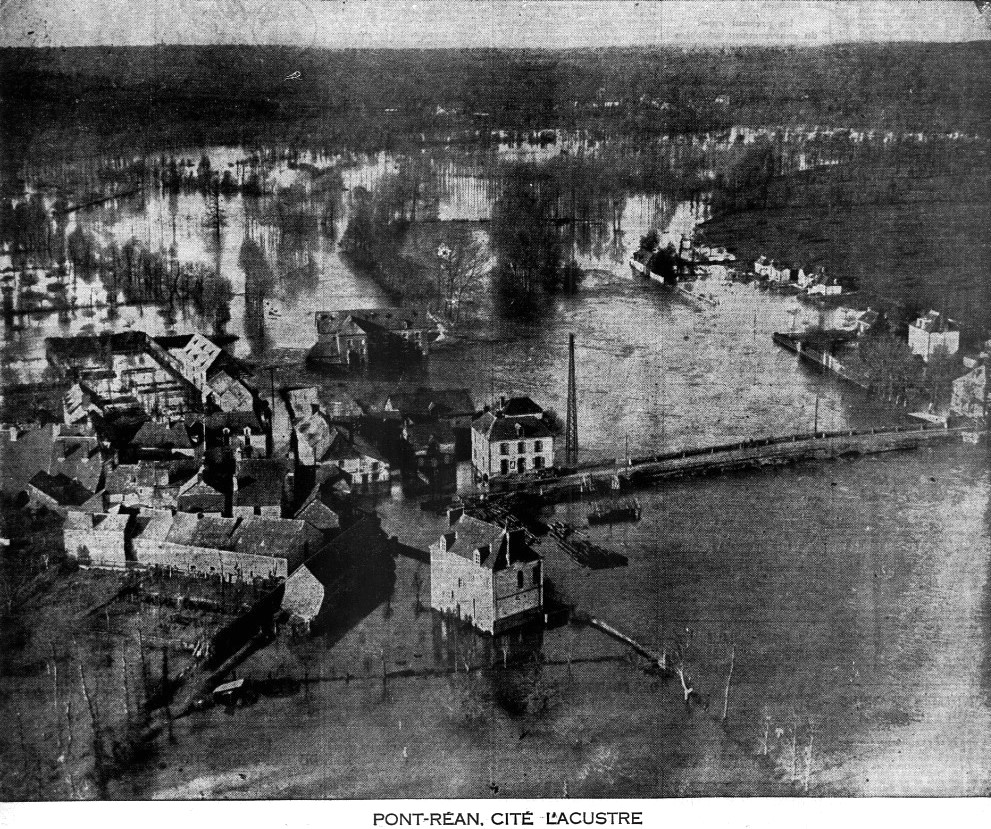
Pont-Réan cité lacustre (inondations des 3 et 4 janvier 1936, journal L'Ouest-Éclair du 5 janvier 1936).

À cheval entre les communes de Bruz, de Goven et de Guichen, le petit bourg de Pont-Réan est un site touristique, notamment par l'attrait du lieu-dit Le Boël, mais le site est particulièrement soumis aux risques d'inondation lors de crues de la Vilaine. La dernière inondation importante est celle du 5 au 7 février 2021.
Un journaliste qui a survolé en avion la zone inondée raconte : « Voici le château de Champcors, complètement entourés par les eaux. La route de Chavagne est coupée. Filant sur Pont-Réan, nous survolons le château de Blossac, une perle qui scintille sous les feux du soleil au milieu de la masse sombre des bosquets qui l'entourent, et dont le vif éclat se reflète dans le miroir des eaux. Le Meu décidément n'est pas plus sage que la Vilaine, dont les débordements, à Pont-Réan, atteignent une proportion désastreuse. Le temps de nous rendre compte que les terrasses de Chartier et de Boguais sont transformées en piscine et que pour se promener dans la rue centrale du bourg il faut jouer au gondolier de Venise ».

## Toponymie
Il existe plusieurs hypothèses sur l’étymologie de Réan. « Réan » viendrait du breton et signifie grenouille. Pont-Réan serait donc littéralement le « pont de la grenouille ». « Réan » pourrait aussi être une déformation de « redevance » ou de « reance ». Mais l'hypothèse la plus probable est celle-ci : au haut Moyen Âge a existé un pagus Redonicus, un pagus, c'est-à-dire une subdivision administrative de l'évêché de Rennes. La toponymie a conservé sa trace dans des noms comme Pont-Réan (Pons Redonicus) et Pont-Péan (Pons Paganus, c'est-à-dire « Pont Payen », ce dernier situé à la limite de l'archidiaconé du Désert).
Pont-Réan se dit Pont-Rigan en breton,

## Histoire

### Antiquité et Moyen-Âge
Pont-Réan doit son nom au pont construit par les Romains sur la Vilaine (le pont actuel date de 1767).
Une chapelle dédiée à sainte Anne est mentionnée à Pont-Réan en 1455.

### Temps modernes

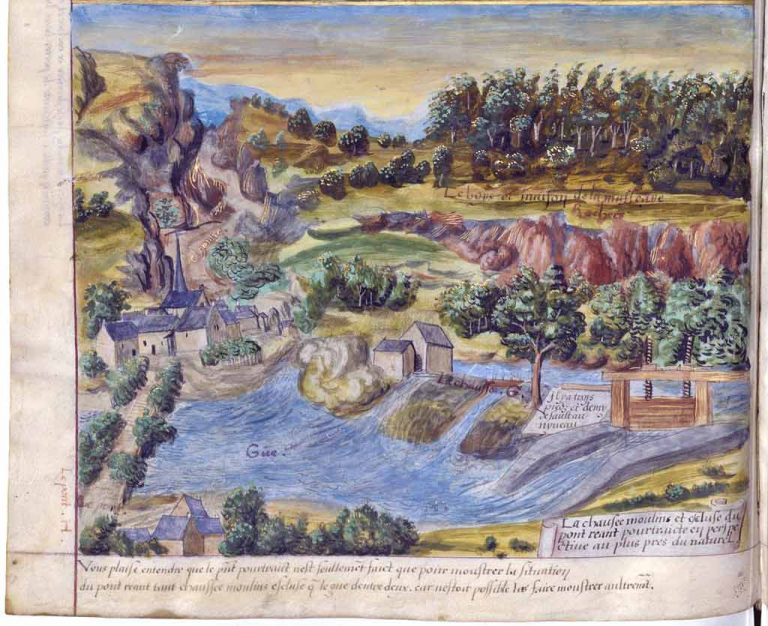
Enluminure d'Olivier Aulion représentant la Vilaine au niveau de Pont-Réan et de son moulin (La Vilaine de Rennes à Redon, 1543).

Le recueil « Cours de La Vilaine de Redon à Rennes », daté de 1543, aurait été réalisé par le peintre enlumineur Olivier Aulion.

### LeXXesiècle

#### La Belle Époque

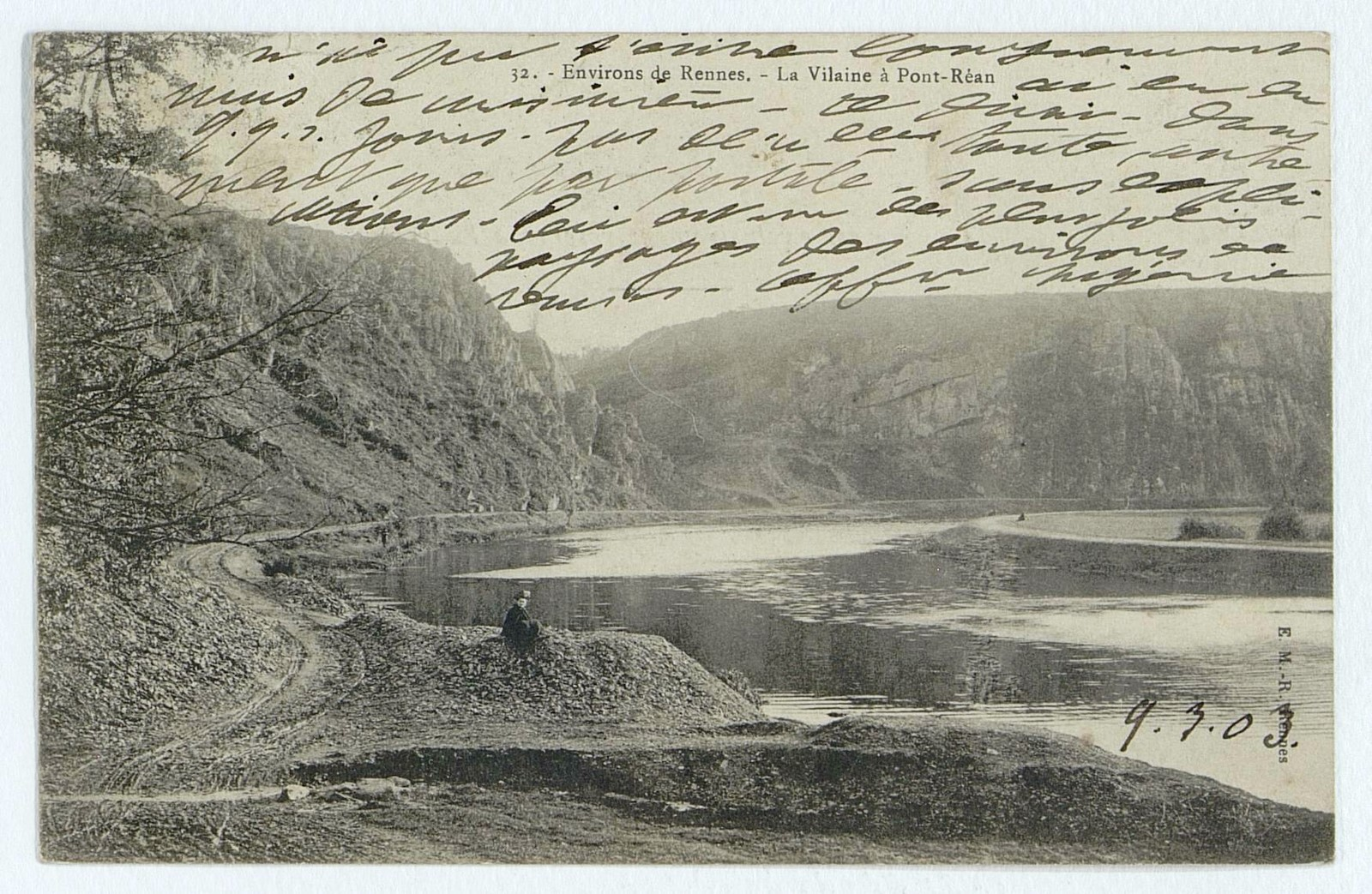
La Vilaine à Pont-Réan vers 1900 (carte postale E. Mary-Rousselière).
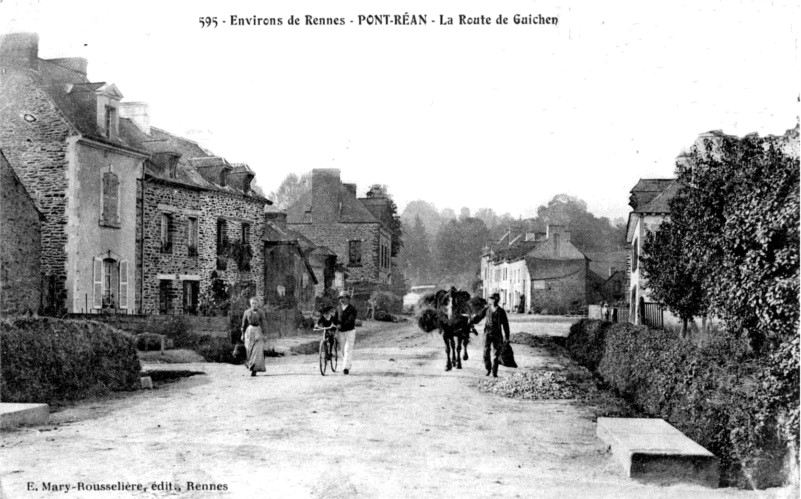
Pont-Réan ː la route de Guichen au début du XXe siècle (carte postale E. Mary-Rousselière).

#### La Première Guerre mondiale
Bien que n'étant pas une commune, Pont-Réan possède toutefois dans son cimetière un monument aux morts qui porte les noms de 34 soldats morts pour la France pendant la Première Guerre mondiale.

#### L'Entre-deux-guerres
En 1931 des habitants de Pont-Réan demandèrent l'érection du bourg de Pont-Réan, qui dépend de la commune de Guichen, en commune (« sur 214 chefs de foyers représentant 707 habitants, 3 seulement ont refusé de donner leur consentement ») arguant que « le bourg de Pont-Réan (...) est distant de 4 kilomètres » du bourg de Guichen,  que depuis 1858 leur petite ville est le siège d'une paroisse (« desservie aujourd'hui par un curé et un vicaire ») et qu'un décret du 11 août 1869 avait créé, au sein de la commune de Guichen, une section de commune pour Pont-Réan ; ne pouvant avoir d'école publique officielle, les habitats de Pont-Réan « organisèrent une école libre qui n'occupe pas moins aujourd'hui d'un maître et de deux maîtresses ». Les pétitionnaires écrivent que « le bourg de Pont-Réan, situé sur une route importante, aujourd'hui route nationale, (...) fut toujours un lieu de passage, de relais, de promenade dominicale, de villégiature (...) Aussi découvre-t-on à Pont-Réan : trois importantes boucheries avec leurs tueries particulières, deux boulangeries-pâtisseries, plusieurs épiceries, charrons, bourreliers, mécaniciens, forgerons, maréchaux-ferrants, peintres, etc.. » et la "Société des carrières de Normandie et de Bretagne" y exploite d'importantes carrières de grès ; Pont-Réan possède aussi une recette buraliste, un bureau de tabac, une recette auxiliaire des Postes et télégraphes. « Quelques habitants de la commune de Goven sollicitent également, Monsieur le Préfet, d'être réunis à la future commune ». Mais cette requête n'aboutit pas.

#### La Seconde Guerre mondiale
Le monument aux morts de Pont-Réan porte les noms de 6 personnes mortes pour la France pendant la Seconde Guerre mondiale.

#### L'Après Seconde Guerre mondiale
Pont-Réan a été le siège de 1944 à 1959 du Centre de formation maritime de Pont-Réan (CFM) qui assurait aux appelés et engagés de la marine nationale une formation militaire et maritime de deux mois avant d'intégrer une école de spécialité.
Après le départ de ce centre, les lieux furent utilisés par le Centre hospitalier universitaire de Rennes et affectés à la gériatrie et à la convalescence. Une partie du terrain fut aussi utilisée pour accueillir le Centre aéré de la ville de Rennes.

## Administration
Pont-Réan ne forme pas une commune à part entière. Placée sous l'administration de Bruz et de Guichen, Pont-Réan ne dispose pas du statut de commune. La Vilaine sépare la partie administrée par Guichen et celle administrée par Bruz.
La partie administrée par Guichen donne lieu à une section électorale à part entière depuis 1869 (décret de Saint-Cloud du 11 août 1869, cité sur le site de la commune de Guichen).

## Monuments et lieux touristiques

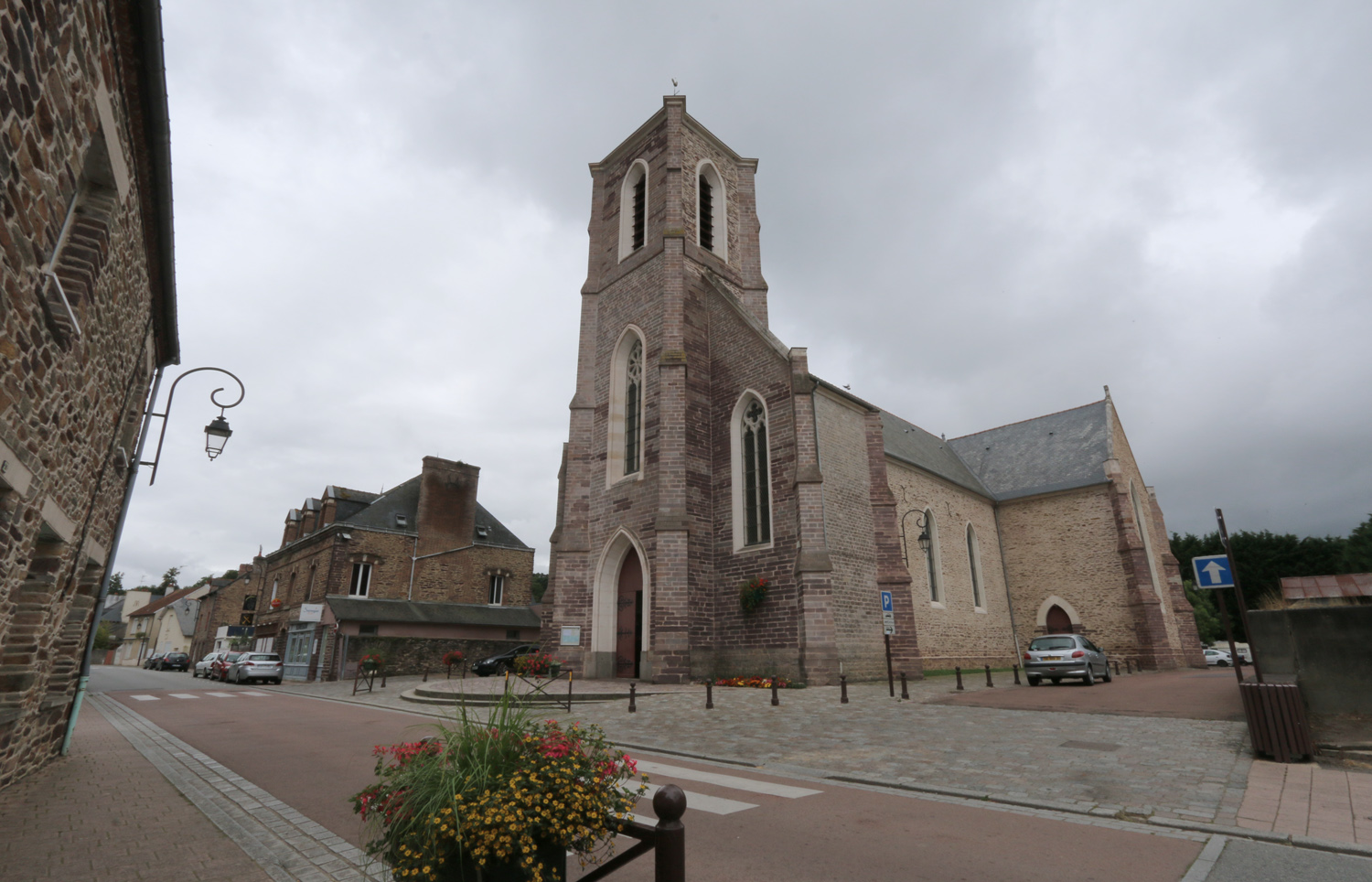
L’église de l’Immaculée-Conception.

- Pont de Pont-Réan construit en 1767. Il est classé comme monument historique depuis 1942[26],[27].
- L’église de l’Immaculée-Conception de 1865[28].
- Le Château de la Massais, château du XIXe siècle avec réemploi de l’ancien château de 1630[29].
- Moulin du Boël construit en 1652, sur la Vilaine et sa première écluse datant du XVIe siècle. Muni de solides contreforts et de deux roues à aubes, aujourd'hui disparues, il revêt une forme d'étrave de navire fendant le courant.
- Les vestiges de nombreuses carrières sur les deux rives de la Vilaine dont la carrière des Landes côté Pont-Réan, site naturel classé de 0,78 hectare[30].

## Associations sportives et culturelles
- Canoë-Kayak Club de Pont Réan (CKCPR), qui s'illustre au plus haut niveau de plus en plus régulièrement, récemment un champion de France C1, ainsi qu'un vice-champion de France C2[31] et  4 personnes en équipe de France.
- Basket Club de Pont-Réan (BCPR), qui depuis 1985 créé une dynamique sportive dans ce village, notamment en organisant chaque année et ce depuis 2001 un tournoi de Streetball (3 contre 3 sur un demi terrain) et qui est ouvert aux jeunes de 7 à 77 ans[32].
- Association des deux écoles, regroupant les associations de parents d'élèves de l'école publique Marcel-Greff et de l'école privée Sainte-Marie. Cette association organise chaque année une grande braderie, ouverte à tous, sur l'aire de jeux à proximité de la cale. Cette animation a lieu en général fin avril ou début mai[33].
- Association des parents d'élèves de l'école Marcel GREFF. Cette association organise au cours de l'année scolaire différentes animations dans le but de collecter des fonds. Les sommes collectées servent à financer des projets au niveau de l'école et à alléger la facture scolaire pour les parents[34].
- Association des parents d'élèves de l'école Sainte Marie. Cette association organise au cours de l'année scolaire différentes animations dans le but de collecter des fonds. Les sommes collectées servent à financer des projets pédagogiques pour les enfants.
- VTT club de la vallée du boël, est un club de VTT qui s'exerce dans les lieux de Pont-Réan.

## Les galeries

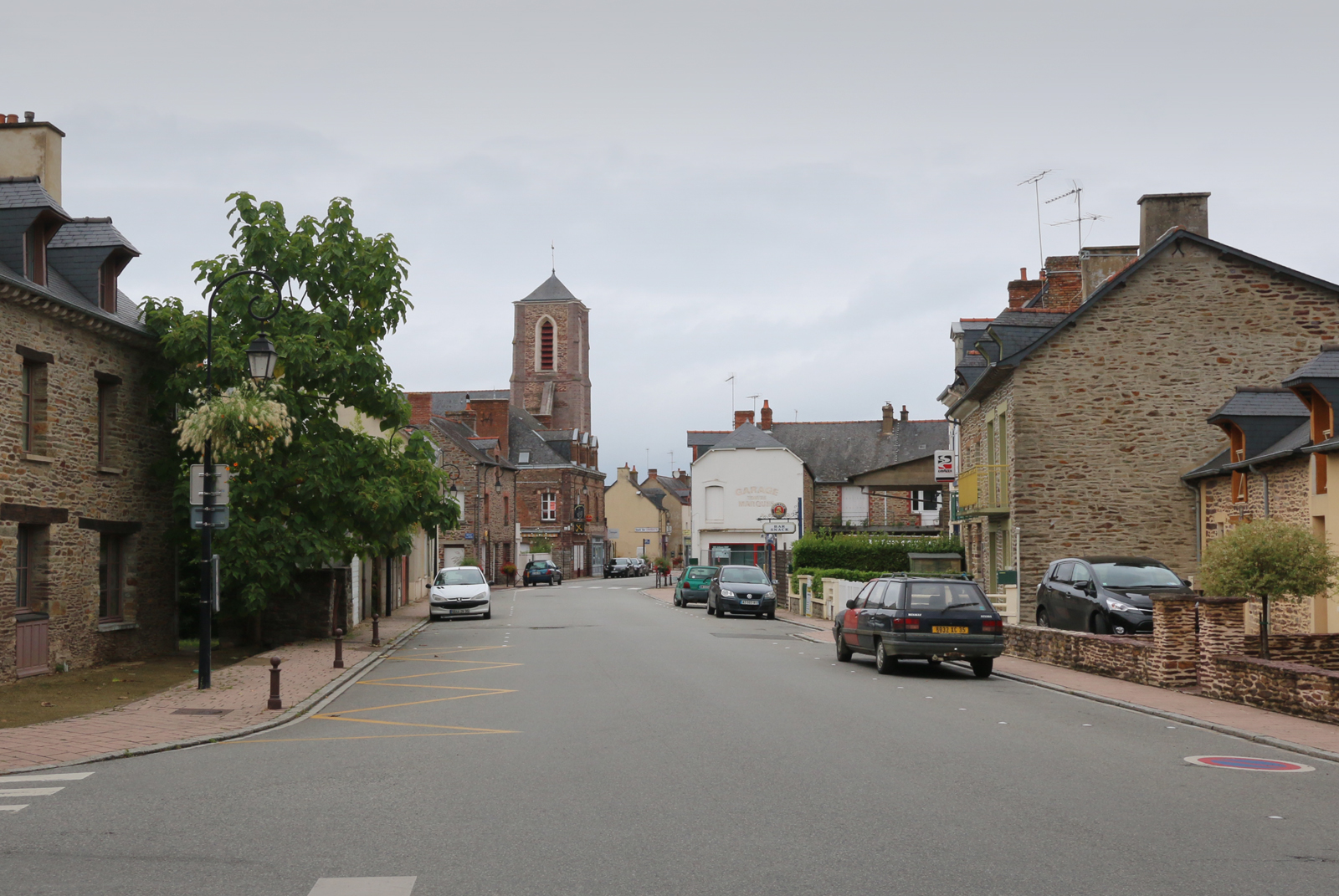
La rue et l'église.
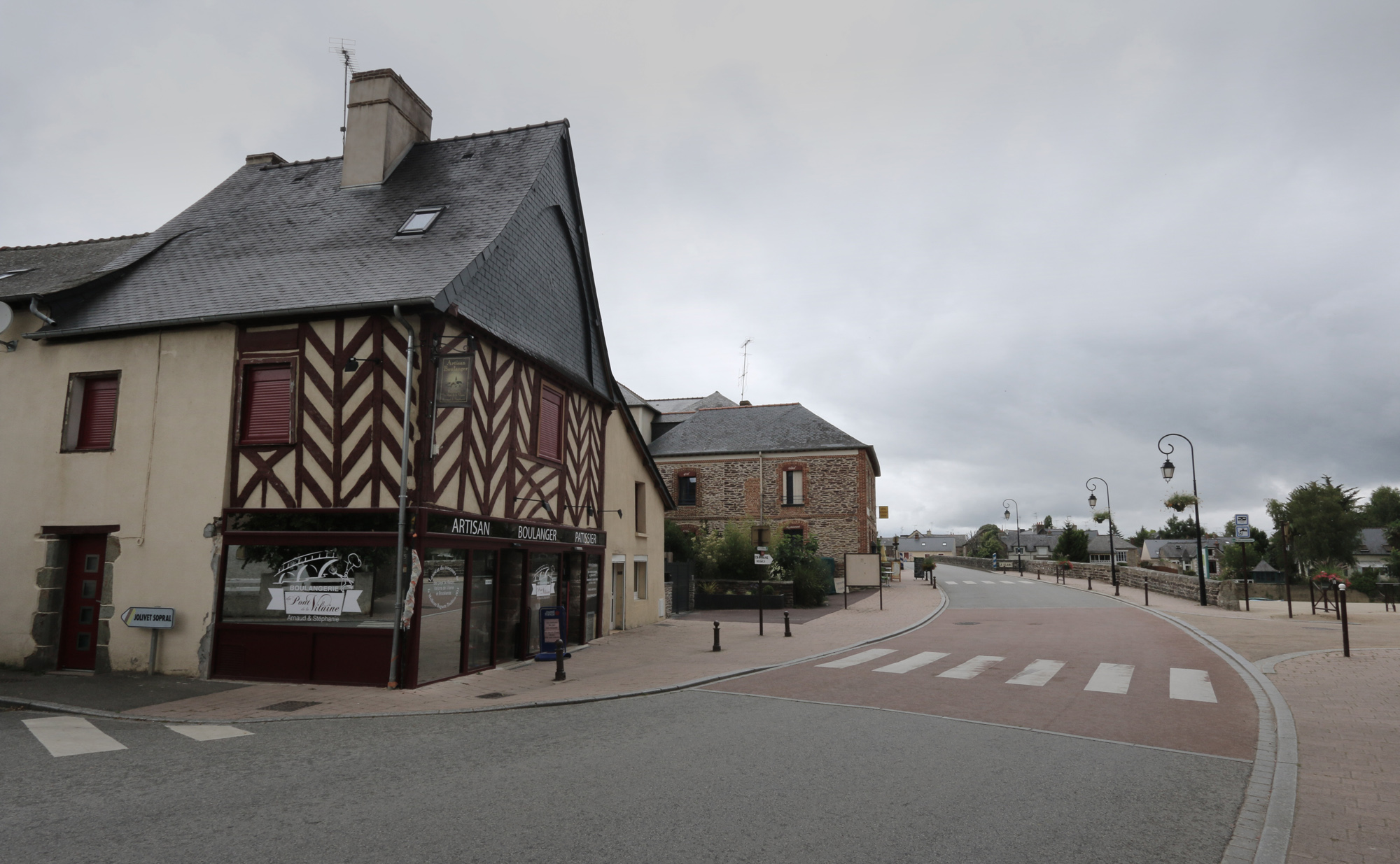
Pont-Réan.
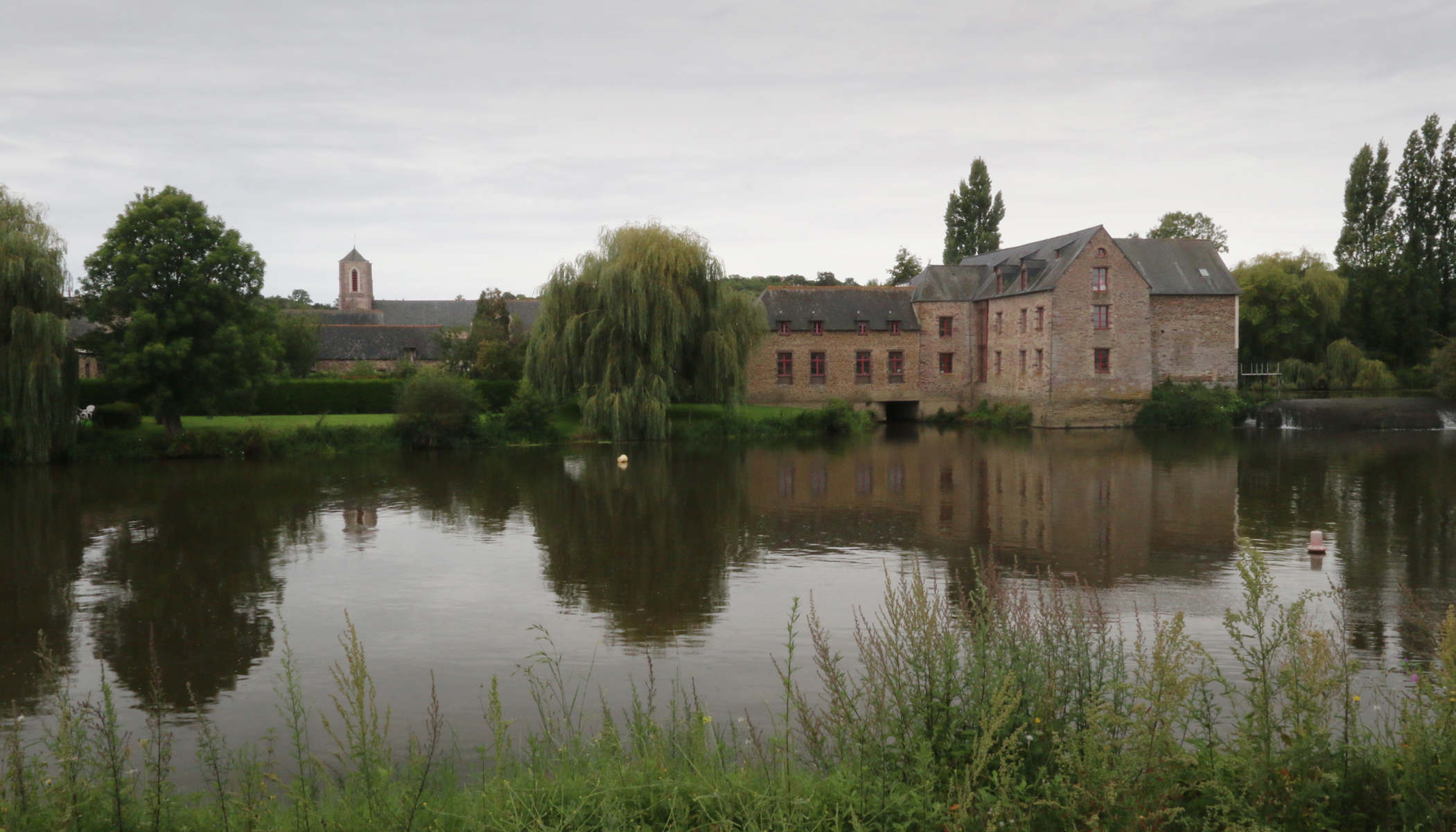
Le moulin du Pont-Réan.